# Jacinópolis
Jacinópolis é um distrito do município de Nova Mamoré (Rondônia), localizado no estado de Rondônia. Situa-se ao lado da RO-420, estrada que liga a região do Vale do Jamari a Nova Mamoré. É notável pela proximidade com o Parque Estadual Guajará Mirim e a Terra Indígena dos Karipuna de Rondônia. A região foi gradativamente ocupada a partir do ano 2000 de forma desordenada, com histórico de conflitos armados.
Situa-se no divisor de águas das bacias hidrográficas do Rio Jaci Paraná e do Rio Formoso (Rondônia) e ao norte da Serra dos Pacaás Novos.